# Hurrungane
Hurrungane, ook wel Hurrungene, Hurrungadn of Horungane, is een gebergte in de gemeenten Luster en Årdal in de Noorse provincie Sogn og Fjordane. Het ligt ten zuidwesten van Jotunheimen en is ook een onderdeel van het nationaal park Jotunheimen. Langs Hurrungane loopt de Sognefjellsweg, de RV 55.
Er zijn 23 toppen boven de 2000 meter. De hoogste toppen zijn:
- Store Skagastølstind (Storen) (2405 m)
- Styggedalstind (2387 m)
- Jervvasstind (Gjertvasstind) (2351 m)
- Sentraltind (2348 m)
- Vetle Skagastølstind (2340 m)
- Midtre Skagastølstind (2284 m)
- Skagastølsnebbet (2222 m)
- Store Austanbotntind (2202 m)